# マグドレーヌ・レアル・デル・サルト

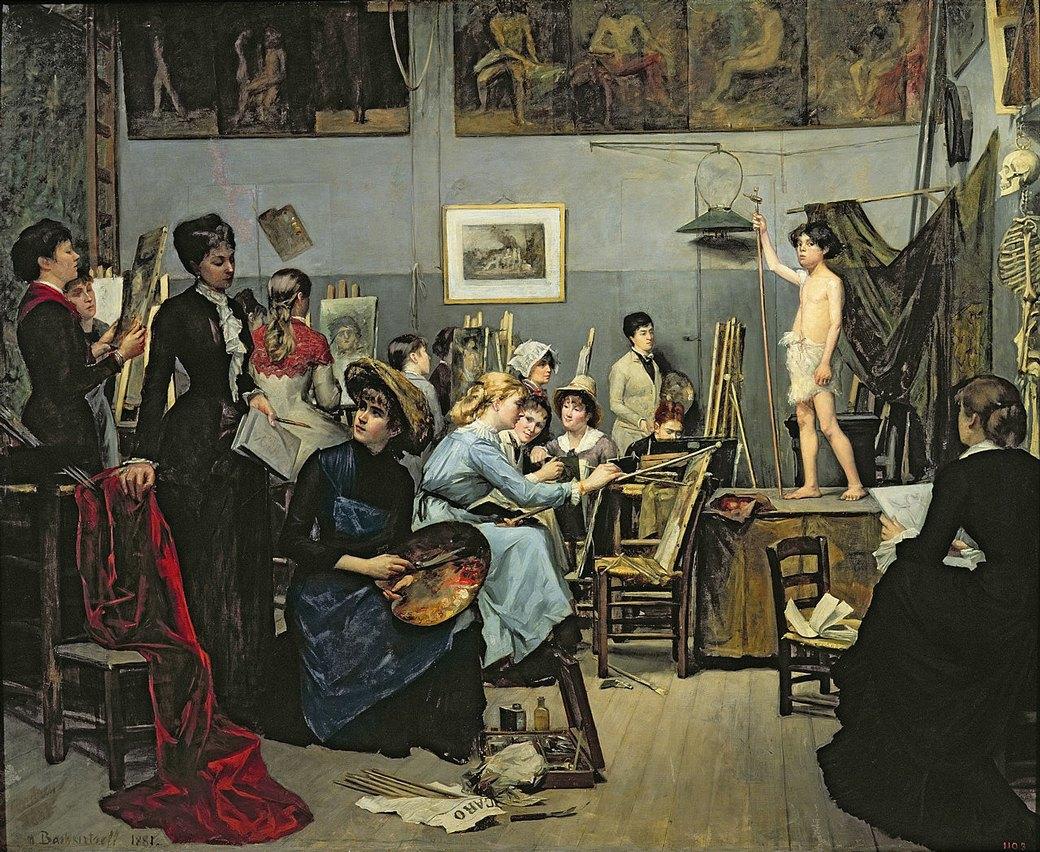
バシュキルツェフの『アトリエにて』(1881)、中央の水色の服の学生がマグドレーヌとされる

マグドレーヌ・レアル・デル・サルト(Madeleine Real del Sarte)として知られるマリー・マグドレーヌ・ブランシュ・ジュヌビエーブ・デルサルト（Marie Madeleine Blanche Geneviève Delsarte、1853年6月23日 - 1927年3月16日）はフランスの画家である。人物画を描き、パリの私立美術学校、アカデミー・ジュリアンなどで教えた。

## 略歴
パリで生まれた。父親のフランソワ・デルサルト(François Delsarte: 1811-1871)は音楽家、音楽教師で、身体を使った感情表現を効果的にする「デルサルト・システム」を教えた人物で、母親はピアニストのテレーズ・ワルテル(Thérèse Wartel: 1814-1865)の姉であった。親類には作曲家のジョルジュ・ビゼー(1838-1875)がいる。
両親は マグドレーヌを音楽家にさせたかっていたが、絵を描くことが好きで、1871年からパリ、セーヌ通りの若い女性のための絵画教室で学んだ後、1874年にパリの私立美術学校、アカデミー・ジュリアンに入学し、ギュスターヴ・ブーランジェやトニ・ロベール＝フルーリー、ジュール・ジョゼフ・ルフェーブルに学んだ。同時期にアカデミー・ジュリアンで学んでいた学生には、マリ・バシュキルツェフがいて、バシュキルツェフが、スタジオの風景を描いた絵画「アトリエにて」にはマドレーヌが描かれている。6年間、アカデミーで学びながら、扇子やついたてなどの工芸品を制作して売り、絵の教師やピアノの教師をした。
1877年にパリのサロンに水彩と素描の肖像画を出展し、1880年のサロンには油絵を出展した。 1880年にアカデミー・ジュリアンの教授になった。
1887年3月にいとこの彫刻家のルイ＝デジレ・レアル(Louis-Desire Real: 1852-1909)と結婚し 、マドレーヌ・レアル・デル・サルトと名乗るようになった。この結婚からは、彫刻家のマキシム・レアル・デル・サルト(Maxime Real del Sarte: 1888-1954)が生まれた。
1881年に設立された「女性画家・彫刻組合(Union des femmes peintres et sculpteurs)」の会員であったが会長を務める彫刻家のエレーヌ・ベルトー(1825-1909)との意見の相違から、脱会しアメリ・ヴァレンチノ(Amélie Valentino: 1842-1921)らと別の団体を作り、ジョルジュ・プティの画廊でグループ展を開いた。1905年と1923年に教育功労章の「officier d'Académie 」 と「officier de l'Instruction publique」をそれぞれ受勲した。
パリで亡くなった。

## 作品

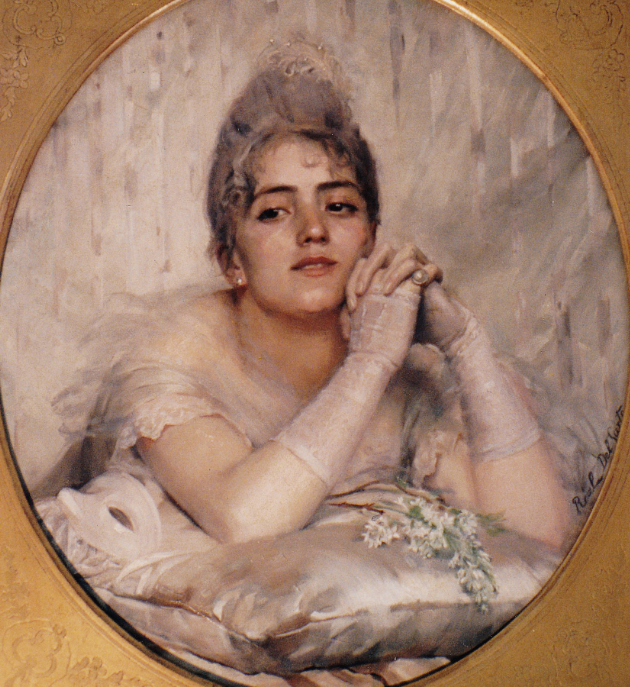
"Réverie"
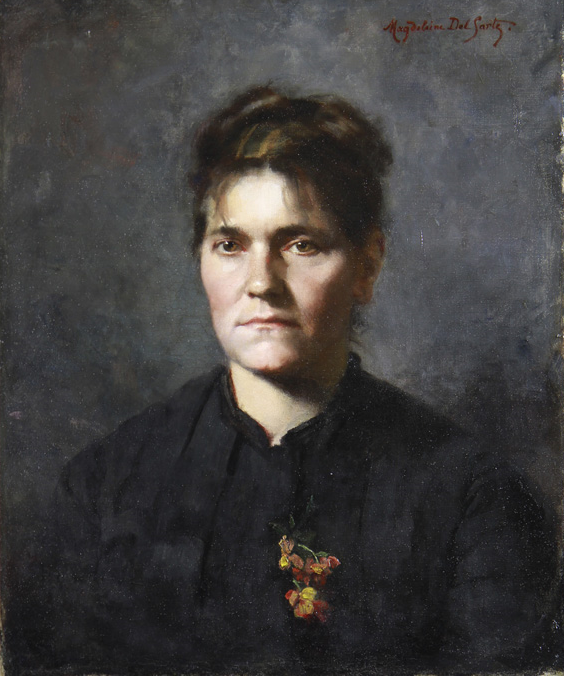
肖像画
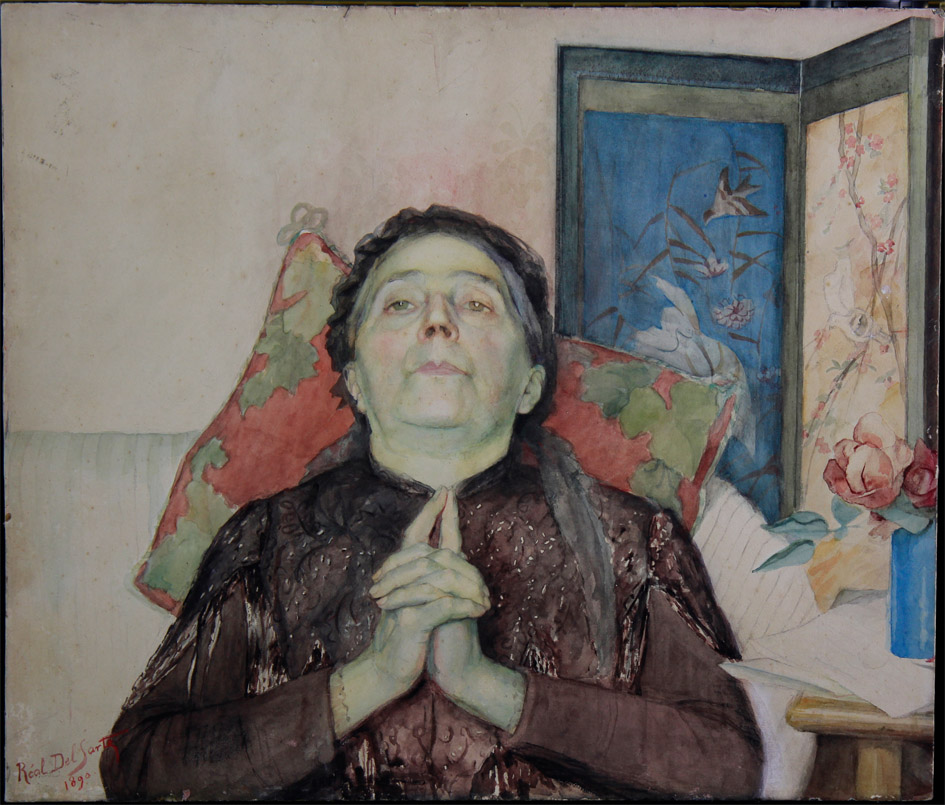
"Le Repos" (1890)
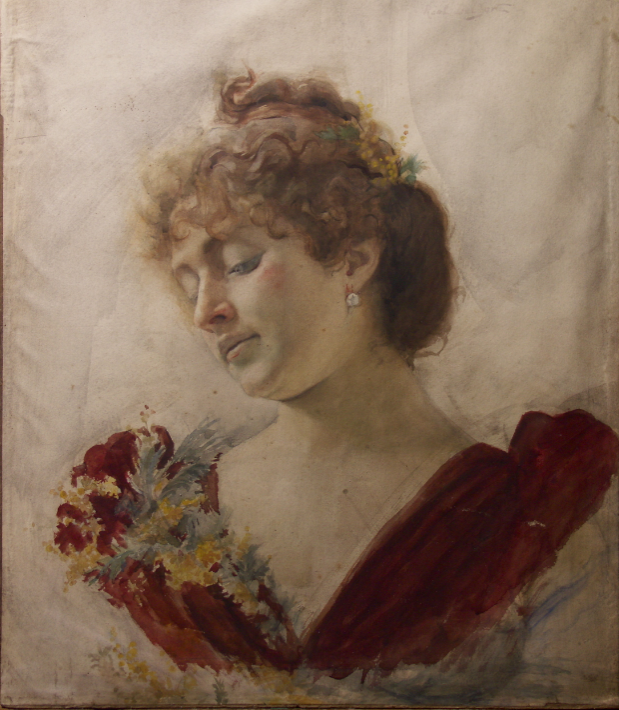
肖像画